# Cratere Vaux
Vaux  è un cratere sulla superficie di Marte.